# 新・平家物語 (NHK大河ドラマ)
『新・平家物語』（しんへいけものがたり）は1972年（昭和47年）1月2日から12月24日まで放送されたNHK大河ドラマ第10作。主演は仲代達矢。原作は吉川英治の大河小説『新・平家物語』。
平家一門の栄華と滅亡を描写している。

## 企画・制作
大河ドラマ10作目である本作は、ドラマ化していない時代から企画を起こすことになり、奈良時代・平安時代・室町時代が挙がったが、奈良時代は古すぎること、室町時代が南北朝時代の天皇の描写が難しいことを理由に平安時代が残り、「京都が舞台」「平氏中心」という観点から本作が決まった。
脚本は平岩弓枝が担当した。本作を制作側は「平氏一門のホームドラマ」と位置づけており、『ありがとう』などのホームドラマで実績のある平岩が起用された。
キャスティングは過去の大河に出演した主役クラスが顔を揃え、これまでにない豪華なキャスティングとなった。一方キャストと衣装・甲冑に費用がかかったことでロケーション撮影を抑えることになり、合戦場面もスタジオ撮影となる。スタジオ撮影のもう一つの理由としては、「絵巻物のような作り物の世界」として描く意図があったとチーフ・ディレクターの清水満は述べている。唯一のロケは厳島神社での清盛による奉納シーンのみとなった。

## 反響
初回視聴率17.3%、最高視聴率27.2%、平均視聴率21.4%（関東地区、ビデオリサーチ調べ）。

## 登場人物
俳優名が太字は総集編出演者

### 平家一門
平清盛（たいらの きよもり）
（平太→平清盛）
演：仲代達矢（少年期：内田喜郎）
従来の作品では『平家物語』が記すように「驕れるもの」として描かれることが多かったが、本作ではそのような描写はない。比叡山の悪僧を厳しく叱責するなど、後の織田信長を連想させる現実主義的な考えを持った人間とされている。また、大輪田泊を離れざるを得なくなったとき、後世の人に自らの理想を託す描写があった。今作では実の父親は白河帝という設定である。
二位尼時子（にいのあま ときこ）
（平時子→二位尼時子）
演：中村玉緒
祇王（ぎおう）
演：波乃久里子
祇女（ぎじょ）
演：栗田幸子
仏御前（ほとけごぜん）
演：長谷川澄子
平忠盛（たいらの ただもり）
演：十七代目中村勘三郎
清盛の養父。自らの出自について複雑な感情を持つ清盛を見守る。
澪之禅尼（みおのぜんに）
（泰子→祇園女御→澪之禅尼）
演：新珠三千代
池禅尼（いけのぜんに）
（有子→池禅尼）
演：初代水谷八重子
時忠（ときただ）
演：山﨑努（少年期：中村まなぶ）
師ノ局（もろのつぼね）
演：真屋順子
時実（ときざね）
演：小池正史
夕顔（ゆうがお）
演：林靖子
経盛（つねもり）
演：古谷一行（少年期：郷ひろみ）
教盛（のりもり）
演：柴田侊彦（少年期；五藤義秀）
頼盛（よりもり）
演：山本学（幼少期：岡浩也）
大納言ノ局（だいなごんのつぼね）
演：花園とよみ
忠度（ただのり）
演：中尾彬
重盛（しげもり）
演：原田大二郎
宗盛（むねもり）
演：勝呂誉
知盛（とももり）
演：松山省二（幼少期：長谷川諭/少年期：亀田秀紀 ）
重衡（しげひら）
演：大島郁文 → 長澄修
佐ノ局（すけのつぼね）
演：南風洋子
盛子（もりこ）
演：山添久美
典子（のりこ）
演：市毛良枝
維盛（これもり）
演：藤間文彦
資盛（すけもり）
演：若尾哲平
敦盛（あつもり）
演：五代目中村勘九郎
平通盛（たいらの みちもり）
演：出見勝幸
平教経（たいらの のりつね）
演：鷹市太郎
平仲盛（たいらの なかもり）
演：鶴田耕男
平忠正（たいらの ただまさ）
演：浜田寅彦
平長盛（たいらの ながもり）
演：花上晃
木工助家貞（もくのすけ いえさだ）
演：松本幸一 → 高桐真
平六（へいろく）
演：松本章一
宗清（むねきよ）
演：若林彰
平盛国（たいらの もりくに）
演：柳永二郎
藤原時信（ふじわらの ときのぶ）
演：下條正巳
原作では藤原氏を放氏されたため、平氏に改姓したという設定になっている。
妹尾太郎兼康（せのお たろうかねやす）
演：小瀬格
伊藤景綱（いとう かげつな）
演：石森武雄
山木兼隆（やまき かねたか）
演：辻萬長
堤権守（つつみごんのかみ）
演：杉田俊也

### 源氏
源為義（みなもとの ためよし）
演：佐々木孝丸
源義朝（みなもとの よしとも）
演：木村功
常盤御前（ときわごぜん）
演：若尾文子
源頼賢（みなもとの よりかた）
演：伊藤初男
源頼仲（みなもとの よりなか）
演：吉水慶
源為宗（みなもとの ためむね）
演：山野史人
源為朝（みなもとの ためとも）
演：伊吹吾郎
源義平（みなもとの よしひら）
演：石川徹郎（少年期：高田直久）
源頼朝（みなもとの よりとも）
演：高橋幸治（少年期：岡村清太郎）
少年時代の描写は比較的好意的だったが、元服後は定説どおりの策略に長けた男としての面が目立つようになる。また、本作は大河ドラマで少年時代の頼朝が描かれた初めての作品である。
政子（まさこ）
演：栗原小巻
亀の前（かめのまえ）
演：高樹蓉子
源義経（みなもとの よしつね）
（牛若→源義経）
演：志垣太郎
本作は従前とは違う歴史観によって描かれているが、義経は定説どおりのスーパーヒーローとして描かれている。
鎌田政清（かまた まさきよ）
演：成田次穂
鎌田正近（かまた まさちか）
演：根岸一正
金子十郎（かねこ じゅうろう）
演：児玉謙次
横山相模介（よこやま さがみのすけ）
演：西田敏行（二役）
長田忠致（おさだ ただむね）
演：穂高稔
金王丸（かねおうまる）
（金王丸→小若）
演：平野康
北條時政（ほうじょう ときまさ）
演：加東大介
北條宗時（ほうじょう　むねとき）
演：鈴木智
北條義時（ほうじょう よしとき）
演：西田敏行（二役）
熊谷次郎直実（くまがい じろうなおざね）
演：岡田英次
岡部六弥太（おかべ ろくやた）
演：武田正信
梶原景時（かじわら かげとき）
演：森幹太
佐々木定綱（ささき さだつな）
演：草薙幸二郎
岡崎義実（おかざき よしざね）
演：南祐輔
土肥実平（どい さねひら）
演：藤田啓而
比企ノ局（ひきのつぼね）
演：柳川慶子
武蔵坊弁慶（むさしぼう べんけい）
演：佐藤允
時忠の命令により義経を殺そうとするが、五条大橋の戦いで敗れ、その後家来になる。総集編では家来になるまでのシーンが割愛されている。
佐藤継信（さとう つぐのぶ）
演：堀辺隆一
木曽冠者義仲（きそのかじゃよしなか）
演：林与一
巴御前（ともえごぜん）
演：古城都
今井兼平（いまい かねひら）
演：片岡五郎
樋口兼光（ひぐち かねみつ）
演：加村赳雄
新宮十郎行家（しんぐうじゅうろうゆきいえ）
演：織本順吉
源三位頼政（みなもとのさんみ よりまさ）
演：芦田伸介
源仲綱（みなもとの なかつな）
演：生井健夫
源兼綱（みなもとの かねつな）
演：簗正昭
源有綱（みなもとの ありつな）
演：山本聡
長七唱（ちょうしちとなう）
（渡辺唱→長七唱）
演：立川雄三

### 朝廷
白河院（しらかわいん）
演：滝沢修（二役）
鳥羽院（とばいん）
演：四世野村万之丞
待賢門院（たいけんもんいん）
演：久我美子
美福門院（びふくもんいん）
演：小山明子
崇徳院（すとくいん）
演：田村正和
後白河院（ごしらかわいん）
演：滝沢修
権謀術数を弄して清盛や頼朝を手玉にとる、一筋縄ではいかない人物。一方、それまでは省略されることが多かった『平家物語』の終幕・大原御幸に相応の時間を割き、尼となった建礼門院徳子に再会した僧体の法皇が、自らの無分別のために悲惨な戦を招いたことを後悔するという、良心の呵責に悩まされる一老人として描かれている。
平滋子（たいらの しげこ）
演：村松英子
八条女院（はちじょうにょいん）
演：南原美佐保（幼少期：新井麻夕子）
以仁王（もちひとおう）
演：北大路欣也
高倉院（たかくらいん）
（高倉帝→高倉院）
演：片岡孝夫
建礼門院徳子（けんれいもんいん とくこ）
（平徳子→建礼門院徳子）
演：佐久間良子（幼少期：山添三千代）
安徳帝（あんとくてい）
演：山崎有右
藤原忠実（ふじわらの ただざね）
演：森雅之
藤原忠通（ふじわらの ただみち）
演：原保美
藤原頼長（ふじわらの よりなが）
演：成田三樹夫
基房（もとふさ）
演：嵐圭史
信西入道（しんぜいにゅうどう）
演：小沢栄太郎
紀伊ノ局（きいのつぼね）
演：大塚道子
藤原信頼（ふじわらの のぶより）
演：亀石征一郎
経宗（つねむね）
演：倉島襄
別当惟方（べっとうこれかた）
（右大弁惟方→別当惟方）
演：金内吉男
西光（さいこう）
演：内田稔
成親（なりちか）
演：岡村春彦
藤原成経（ふじわらの なりつね）
演：高田裕史
平康頼（たいらの やすより）
演：石田太郎→中山昭二
俊寛（しゅんかん）
演：大塚国夫
実定（さねさだ）
演：矢吹渡
実家（さねいえ）
演：湯浅実
経房（つねふさ）
演：宮崎和命
勧修寺光頼（かんじゅじ みつより）
演：鈴木瑞穂
図書允俊成（ずしょのじょう しゅんぜい）
演：小沢忠臣
藤原経憲（ふじわらの つねのり）
演：纓片達雄
平資行（たいらの すけゆき）
演：川辺久造
安部資成（あべの すけなり）
演：立沢雅人
典薬頭定成（てんやくのかみ さだなり）
演：金内喜久夫
建礼門院右京大夫（けんれいもんいんうきょうのだいぶ）
演：北川美佳
藤原俊成（ふじわらの としなり）
演：宮口精二

### その他
朱鼻の伴卜（あけはなの ばんぼく）
演：藤田まこと
名前の文字通り鼻が赤かった。清盛の政商として活躍。
阿部麻鳥（あべの あさどり）
演：緒形拳
元宮廷音楽家。崇徳上皇の失脚後その側に仕え、上皇の死後は医師となり、貧しい人々の救済にあたる。その一方で清盛の最後をも看取る。物語中での「良心」を、具現化したような人物。
藤原秀衡（ふじわらの ひでひら）
演：加藤嘉
金売吉次（かねうり きちじ）
演：日下武史
蓬子（よもぎこ）
演：和泉雅子
瑠璃子（るりこ）
演：五十嵐じゅん
花沢孫六（はなざわ まごろく）
演：飯沼慧
実相坊（じっそうぼう）
演：山本麟一
如空坊（にょくうぼう）
演：寺島幹夫
乗円坊（じょうえんぼう）
演：石光豊
夜須良（やすら）
演：照井湧子
侍臣
演：矢野茂
僧
演：青沼寂諶
文覚（もんがく）
（遠藤盛遠→文覚）
演：近藤洋介
袈裟御前（けさごぜん）
演：三浦真弓
鳥羽僧正（とばそうじょう）
演：中村伸郎
西行（さいぎょう）
（佐藤義清→西行）
演：蜷川幸雄
明雲（みょううん）
演：六代目瀬川菊之丞
弐子（にこ）
演：佐々木すみ江
埋れ木（うもれぎ）
演：千之赫子
並河権六（なみかわ ごんろく）
演：中田浩二
嶋子（しまこ）
演：初井言榮
梅野（うめの）
演：岩本多代
商人
演：岸野一彦
黒市
演：近石真介
胴元
演：依田英助
待賢門院の女房
演：浅利和子
その他
演：久富惟晴、喜多道枝、池田勝、劇団いろは、劇団現代、尾型剣優会、鳳プロ、小野雅楽会ほか

## スタッフ
- 原作：吉川英治『新・平家物語』
- 脚本：平岩弓枝
- 音楽：冨田勲
- 語り：渡辺美佐子（『平家物語』冒頭文朗読のみ）、福本義典
- テーマ音楽演奏：NHK交響楽団
- 同指揮：森正
- 演奏：インターバック グループ
- 琴：桜井英顕
- 時代考証：相馬皓
- 振付：藤間高子
- 殺陣：尾型伸之介
- タイトル題字：望月美佐
- 演出：清水満、岡本憙侑、樋口昌弘、馬場清
- 技術：山口克朗、吉村政明
- 美術：佐藤武俊、小林喬
- 効果：寺田尚弘、川崎清
- 制作：古賀龍二

## 音楽
冨田勲が担当。曲はテーマ音楽、劇中曲ともに森正指揮によるNHK交響楽団の伴奏と琵琶・琴をはじめとする和楽器の音を融合させたものとなっている。テーマ曲「～無間地獄～諸行無常」は「源氏物語幻想交響絵巻」（1998年初演）の終曲としても使われた他、2021年度の羽生結弦のフリープログラムの使用曲としても使用された。

## 放送
特記がない限りウェブサイト「NHKクロニクル」の「NHK番組表ヒストリー」で確認。
本編はサブタイトルがない。

### 通常放送時間
- NHK総合テレビジョン：毎週日曜 20時00分 - 20時45分

ただし、2月6日放送分は1972年札幌オリンピック競技放送のため45分繰り下げ、13日放送分は閉会式放送のため10分繰り下げ、9月3日、10日放送分は1972年ミュンヘンオリンピック特別番組放送のため45分繰り下げ、12月3日放送分は第33回衆議院議員総選挙にかかる党首討論番組放送のため45分繰り下げてそれぞれ放送。
- （再放送）NHK総合テレビジョン：毎週土曜 13時25分 - 14時10分[注釈 2]

### 放送日程
| 放送回                                                      | 放送日   | 演出     |
| ----------------------------------------------------------- | -------- | -------- |
| 第1回                                                       | 1月02日  | 清水満   |
| 第2回                                                       | 1月09日  | 岡本憙侑 |
| 第3回                                                       | 1月16日  | 樋口昌弘 |
| 第4回                                                       | 1月23日  | 清水満   |
| 第5回                                                       | 1月30日  | 岡本憙侑 |
| 第6回                                                       | 2月06日  | 樋口昌弘 |
| 第7回                                                       | 2月13日  | 清水満   |
| 第8回                                                       | 2月20日  | 岡本憙侑 |
| 第9回                                                       | 2月27日  | 樋口昌弘 |
| 第10回                                                      | 3月05日  | 清水満   |
| 第11回                                                      | 3月12日  | 岡本憙侑 |
| 第12回                                                      | 3月19日  | 馬場清   |
| 第13回                                                      | 3月26日  | 清水満   |
| 第14回                                                      | 4月02日  | 岡本憙侑 |
| 第15回                                                      | 4月09日  | 樋口昌弘 |
| 第16回                                                      | 4月16日  | 清水満   |
| 第17回                                                      | 4月23日  | 岡本憙侑 |
| 第18回                                                      | 4月30日  | 馬場清   |
| 第19回                                                      | 5月07日  | 清水満   |
| 第20回                                                      | 5月14日  | 岡本憙侑 |
| 第21回                                                      | 5月21日  | 樋口昌弘 |
| 第22回                                                      | 5月28日  | 清水満   |
| 第23回                                                      | 6月04日  | 岡本憙侑 |
| 第24回                                                      | 6月11日  | 樋口昌弘 |
| 第25回                                                      | 6月18日  | 清水満   |
| 第26回                                                      | 6月25日  | 馬場清   |
| 第27回                                                      | 7月02日  | 樋口昌弘 |
| 第28回                                                      | 7月09日  | 清水満   |
| 第29回                                                      | 7月16日  | 岡本憙侑 |
| 第30回                                                      | 7月23日  | 樋口昌弘 |
| 第31回                                                      | 7月30日  | 清水満   |
| 第32回                                                      | 8月06日  | 岡本憙侑 |
| 第33回                                                      | 8月13日  | 樋口昌弘 |
| 第34回                                                      | 8月20日  | 清水満   |
| 第35回                                                      | 8月27日  | 馬場清   |
| 第36回                                                      | 9月03日  | 岡本憙侑 |
| 第37回                                                      | 9月10日  | 清水満   |
| 第38回                                                      | 9月17日  | 樋口昌弘 |
| 第39回                                                      | 9月24日  | 岡本憙侑 |
| 第40回                                                      | 10月01日 | 清水満   |
| 第41回                                                      | 10月08日 | 樋口昌弘 |
| 第42回                                                      | 10月15日 | 岡本憙侑 |
| 第43回                                                      | 10月22日 | 清水満   |
| 第44回                                                      | 10月29日 | 馬場清   |
| 第45回                                                      | 11月05日 | 岡本憙侑 |
| 第46回                                                      | 11月12日 | 清水満   |
| 第47回                                                      | 11月19日 | 樋口昌弘 |
| 第48回                                                      | 11月26日 | 岡本憙侑 |
| 第49回                                                      | 12月03日 | 清水満   |
| 第50回                                                      | 12月10日 | 樋口昌弘 |
| 第51回                                                      | 12月17日 | 岡本憙侑 |
| 最終回                                                      | 12月24日 | 樋口昌弘 |
| 平均視聴率 21.4% （視聴率は関東地区・ビデオリサーチ社調べ） |          |          |

### 総集編
- 上ノ巻：1972年12月30日　19時20分から20時59分
- 下ノ巻：1972年12月31日　19時20分から20時50分

## 映像の現存・公開状況
モノクロの第46回と第52回（最終回）及び総集編が現存し、総集編がVHS・DVD販売されている。総集編は1978年に東京12チャンネルで再放送され、第46回が時代劇専門チャンネルで放送されている。また、『テレビ探偵団』に志垣太郎が出た時、総集編にはない五条大橋のシーンが放送された。当時の新聞記事などから第35回の可能性が高いと考えられる。
上記以外にはNHKにも映像の保存が無いことから、NHKでは番組関係者、一般視聴者によって録画されたこのドラマのビデオテープの提供を呼びかけている。